# Epeu (filho de Endimião)
Epeu, na mitologia grega, foi o filho e sucessor de Endimião, rei de Élis.

## Família
Endimião era filho de Étlio, filho de Zeus e Protogênia, filha de Deucalião. A mãe de Endimião era Cálice, filha de Éolo e Enarete.
Endimião teve cinquenta filhas com a deusa Selene, ou, mais provavelmente, teve três filhos Peão, Epeu e Étolo, e uma filha, Eurícida. A sua esposa poderia ser Asteródia, Cromia, filha de Ítono, filho de Anfictião, Hipéripe, filha de Arcas, uma náiade ou Ifianassa.

## Reinado
Endimião fez seus filhos correrem em Olímpia, e o vencedor, Epeu, foi nomeado seu sucessor. A partir deste momento, os habitantes passaram a se chamar epeus.
Seu irmão Étolo permaneceu em casa, mas Peão, envergonhado, mudou-se para a região além do rio Áxio, que passou a se chamar Peônia.
Epeu casou-se com Anaxiroe, filha de Corono, e teve uma filha, Hirmina, mas nenhum filho. Durante o reinado de Epeu, Enomau, filho de Alxião (ou de Ares) foi derrotado por Pélope, o lídio, que vinha da Ásia.
Após a morte de Enomau, Pélope tomou posse de Pisa, incluindo Olímpia, que foi separada do reino dos epeus.

## Sucessão
O sucessor de Epeu foi seu irmão Étolo, porém este teve que fugir do Peloponeso, por causa dos filhos de Ápis, filho de Jasão de Palântio da Arcádia. Nos jogos em honra a Azan, o carro de Étolo atropelou e matou Ápis, e seus filhos o perseguiram por homicídio involuntário. O sucessor de Étolo foi seu sobrinho Élio, filho de Eurícida e Posidão. O filho e sucessor de Élio foi Augias, famoso pela quantidade de gado que tinha, e da quantidade de esterco que o gado produziu.